# トゥルクセル
トゥルクセル（Turkcell）は、トルコで最大手の移動体通信サービス会社で、トルコのイスタンブールに本社がある。

## 概要
トゥルクセルは、イスタンブールを拠点とするトルコの最大手の携帯電話事業者である。 2021年9月現在、同社の加入者数は3,930万人である。（2015年では、同社の加入者数は9か国で6,890万人に達していた。）最大の株主は26.2％の所有権を持つトルコ政府系ファンドで、第二の大株主はロシアのアルファ・グループである。同社はフォーチュン2000（Fortune Global 2000）のリストにも載っている。
同社は、1993年に会社が設立されて、1994年2月はトルコ初のGSMネットワークを開始した。2012年第3四半期には、52.4％の市場シェアを獲得し、競合他社は、27.9％の市場シェアを持つボーダフォンと19.7％の市場シェアを持つアヴェア（Avea、トルコテレコムの携帯電話事業部）であった。
トゥルクセルはイスタンブール証券取引所（TCELL）に上場されている。2000年7月11日からニューヨーク証券取引所（TKC）にも上場となり、これはトルコの最初の上場企業であった。
同社は各国の協力会社を通して、アゼルバイジャン、カザフスタン、ジョージア、モルドヴァなどにも進出している。2015年には、ウクライナ最大の携帯電話事業者であるライフセルにも、株式の44.96パーセントを出資した。

## 参照項目
- トルコの電気通信